# Dendrocousinsia
Dendrocousinsia es un género de plantas con flores perteneciente a la familia Euphorbiaceae. Es originario de Jamaica.

## Taxonomía
El género fue descrito por Charles Frederick Millspaugh y publicado en Publications of the Field Museum of Natural History, Botanical Series 2(9): 374. 1913. La especie tipo es: Dendrocousinsia spicata Millsp.

## Especies aceptadas
A continuación se brinda un listado de las especies del género Dendrocousinsia aceptadas hasta octubre de 2012, ordenadas alfabéticamente. Para cada una se indica el nombre binomial seguido del autor, abreviado según las convenciones y usos.
- Dendrocousinsia alpina Fawc. & Rendle
- Dendrocousinsia fasciculata Millsp.
- Dendrocousinsia spicata Millsp.